# Francis Meres
Francis Meres (* 1565/1566; † 29. Januar 1647) war ein englischer Kleriker und Autor. Sein 1598 erschienenes Kollektaneenbuch enthält die erste kritische Abhandlung von Gedichten und Theaterstücken William Shakespeares.

## Leben
Francis Meres wurde 1565 im Weiler Kirton Meres im Pfarrbezirk Kirton im Gebiet Holland in Lincolnshire geboren. Er studierte am Pembroke College (Cambridge), wo er 1587 seinen Fachhochschulabschluss B.A. und 1591 den Masters of Arts (M.A.) erhielt. Zwei Jahre später wurde er zum Studium zum M.A. an der University of Oxford aufgenommen. Ein Verwandter war 1596 der High Sheriff von Lincolnshire, welcher ihm womöglich in seinen Anfängen unterstützt haben könnte. 1602 wurde Francis Meres Rektor in der Gemeinde Wing in Rutland, wo er auch eine Schule führte. Sein Sohn Francis, wie auch sein Enkel Edward, erhielten auch ihren B.A. und M.A. von Cambridge und wurden ebenfalls Rektoren.
Meres ist insbesondere durch sein Werk Palladis Tamia, Wits Treasury von 1598 bekannt. Einem Kollektaneenbuch, welches als Quelle elisabethanischer Gedichte – und noch weit interessanter – als die erste kritische Begleitung der Verse und frühen Stücke von William Shakespeare Bedeutung erlangte. Seine Auflistung der Stücke Shakespeares war eine wichtige Stütze, um die Werke des großen Dramatikers chronologisch zuordnen zu können. Eine dort enthaltende Predigt ist betitelt mit Gods Arithmeticke (1597) und zwei Übersetzungen aus dem Spanischen von Luis de Granada, mit dem Titel Granada’s Devotion and the Sinners’ Guide (1598), vervollständigen Meres Liste.
In dem Werk vermutet Meres, dass „‚Shakespeare‘ das Pseudonym von Edward de Vere, dem 17. Earl of Oxford“ gewesen sei.

## Heirat und Nachkommen
Meres war mit Mary (1576/1577–1631), deren Mädchenname unbekannt ist, verheiratet. Sie hatten einen Sohn namens Francis, geboren 1607. In ihren Shakespeare’s Sonnets von 1904 behauptete Charlotte Carmichael Stopes, dass Meres der Schwager von John Florio war, jedoch legen Forschungen von George Greenwood nahe, dass Stopes hier irrt.
Meres starb im am 29. Januar 1647 und wurde im Pfarrkirche von St. Peter and St. Paul in Wing, Rutland, beerdigt.